# Lulu (aplicativo)
Lulu ou Luluvise é uma aplicação multi-plataforma, criado pela Alexandra Chong, que avalia o desempenhos dos homens com a extração de informações do Facebook publicando as notas dadas aos internautas. Esta aplicação está disponível para smartphones e tablets. O software cliente está disponível para Android e iOS. Em Janeiro de 2014, o aplicativo foi tirado do ar por uma decisão da Justiça, que decidiu que o app 'divulgava informações e imagens de pessoas sem autorização. Em Julho de 2015, o app foi novamente liberado com novas funcionalidades (vinculação de perfil com Whatsapp e acesso dos homens ao aplicativo).  O novo 'Lulu' é uma mistura de funcionalidades de outros apps consagrados no Brasil, como Tinder (escolha de homens por idade), Happn (escolha de pessoas perto de você) e Secret (publicar frases anônimas).  Os usuários também podem conferir as avaliações de um determinado perfil, avaliar pessoas e iniciar uma conversa privada com seu pretendente.